# 景甜
景甜（1988年7月21日—），陕西西安人，汉族，中國大陸女演员、歌手。童年时是陕西省小天鹅艺术团成员，曾就读于北京舞蹈学院2000级中国民族民间舞专业，毕业于北京電影学院。

## 主要经历
2006年，景甜发行首支单曲《你是谁》（次年收录进EP专辑），正式踏上演艺之路。
2007年，考入北京电影学院表演系本科班（2011年毕业）。
2010年，凭借浪漫爱情电影《我的美女老板》崭露头角；2011年，因古装电影《战国》再次获得关注；此后，陆续主演了《班淑传奇》、《大唐荣耀》、《火王》、《一场遇见爱情的旅行》、《司藤》等热门剧集，积累大量人气。

## 感情生活
2018年3月28日，奥运会三金得主、中国乒乓球手张继科在新浪微博公开与景甜的恋情，并发布一张两人沙滩漫步的照片；随后景甜转发回复，二人恋情正式公开。2019年6月9日，景甜在新浪微博宣布与张继科分手，称“感恩曾经的相遇，愿今后一切安好”。

## 影视作品

### 电视/网络剧
| 首播年份 | 剧名               | 角色          | 备注   |
| 2009年   | 一个女人的史诗     | 欧阳雪        |        |
| 2011年   | 孙子大传           | 漪罗          |        |
| 2015年   | 班淑传奇           | 班淑          |        |
| 2015年   | 大玉儿传奇         | 大玉儿        |        |
| 2017年   | 大唐荣耀           | 沈珍珠        |        |
| 2017年   | 大唐荣耀2          | 沈珍珠        |        |
| 2018年   | 火王之破曉之戰     | 千湄/司徒奉剑 |        |
| 2018年   | 火王之千里同風     | 童風          |        |
| 2019年   | 一場遇見愛情的旅行 | 李心月        |        |
| 2021年   | 司藤               | 司藤          | 网络剧 |
| 2022年   | 流光之城           | 馮世真        |        |
| 2023年   | 正好遇见你         | 杜琼          | 网络剧 |
| 2023年   | 灼灼风流           | 慕灼華        | 网络剧 |
| 2023年   | 樂游原             | 崔琳          | 网络剧 |
| 2024年   | 四海重明           | 南顏          | 网络剧 |
| 2025年   | 似锦               | 姜似          | 网络剧 |
| 待播     | 待我醒来时         | 尤明许        |        |
| 待播     | 同心结             | 柳漾          |        |
| 待播     | 龙骨焚箱           | 孟千姿        | 网络剧 |

### 电视纪录片
| 首播年份 | 片名         | 角色 | 备注                         |
| 2017年   | 《梦回大唐》 | 自己 | 电视剧《大唐荣耀》官方纪录片 |

### 电影
| 上映年份 | 电影名              | 角色                 | 备注 |
| 2008年   | 狂蟒惊魂            | 田娟                 |      |
| 2010年   | 我的美女老板        | Emma/小愛            |      |
| 2011年   | 战国                | 田夕                 |      |
| 2012年   | 超时空救兵          | 灵芝郡主             |      |
| 2012年   | 影子爱人            | 许愿                 |      |
| 2012年   | 新媽媽再愛我一次    | 小琳                 |      |
| 2013年   | 越来越好之村晚      | 连生                 |      |
| 2013年   | 特殊身份            | 方靜                 |      |
| 2013年   | 警察故事2013        | 苗苗                 |      |
| 2014年   | 澳门風雲            | 洛子雯/洛欣          |      |
| 2014年   | 龍之谷：破曉奇兵    | 阿爾杰塔             | 配音 |
| 2016年   | 長城                | 林梅                 |      |
| 2017年   | 金剛：骷髏島        | 孫琳（San Lin）      |      |
| 2017年   | 青禾男高            | 柳禾                 |      |
| 2018年   | 環太平洋2：起義時刻 | 邵麗雯（Liwen Shao） |      |

## 音樂作品

### 专辑
| 发行时间      | 专辑名称         | 发行公司                     | 曲目                              |
| ------------- | ---------------- | ---------------------------- | --------------------------------- |
| 2007年9月20日 | 《你是谁》（EP） | 北京星光灿烂影视文化有限公司 | 1. 你是谁 2. 巧遇安徒生 3. 不懂爱 |

### 单曲
- 未收录在专辑里的歌曲

| 發行时间      | 歌曲             | 合唱歌手 | 备注                                     |
| ------------- | ---------------- | -------- | ---------------------------------------- |
| 2007年9月20日 | 《还爱你》       | 不適用   | 《QQ飞车》游戏代言主题曲                 |
| 2009年1月10日 | 《女人如诗》     | 不適用   | 电视剧《一个女人的史诗》主题曲           |
| 2010年7月30日 | 《好好就好》     | 何润东   | 电影《我的美女老板》主題曲               |
| 2011年4月12日 | 《风》           | 不適用   | 电影《战国》主题曲                       |
| 2014年9月2日  | 《心上人》       | 不適用   | 电视剧《班淑传奇》片尾曲                 |
| 2021年3月11日 | 《千万勇敢》     | 不適用   | 电视剧《司藤》主題曲                     |
| 2021年5月7日  | 《化身孤岛的鲸》 | 不適用   | 《天谕》手游家园主题曲                   |
| 2021年6月28日 | 《我们的田野》   | 不適用   | 收录于中国共产党建党百年献礼专辑《百年》 |
| 2021年7月30日 | 《蟹蟹你》       | 不適用   | 生日纪念单曲，特别感谢粉丝们的一路相伴！ |

## 固定综艺
| 播出时间                    | 播出平台                                             | 节目名称         | 集数 | 备注                   |
| 2017年5月5日－8月11日       | 北京卫视、爱奇艺、乐视视频、搜狐视频、腾讯视频、优酷 | 我想见到你       | 12   | 情感体验类，真人实境秀 |
| 2017年9月23日－2018年1月7日 | 东方卫视、爱奇艺、腾讯视频、优酷                     | 青春旅社         | 12   | 经营类，真人实境秀     |
| 2021年9月9日－10月28日      | 海南卫视、腾讯视频                                   | 姐妹们的奇幻沙龙 | 8    | 经营类，真人实境秀     |
| 2021年12月21日-             | 湖南卫视                                             | 马栏花花便利店   | 12   | 经营类，真人实境秀     |

## 奖项
| 年份   | 颁奖典礼                            | 奖项                                                   | 备注 |
| ------ | ----------------------------------- | ------------------------------------------------------ | ---- |
| 2007年 | CCTV中国文艺榜                      | 内地音乐人气奖亚军、内地音乐MV奖冠军、内地女歌手奖季军 |      |
| 2007年 | 第3届中国（三亚）国际电视广告艺术节 | 最佳广告代言人奖                                       |      |
| 2011年 | 中国新世纪十年阳光奖                | 最具期待奖                                             |      |
| 2012年 | 时尚先生盛典                        | 年度最具潜质演员奖                                     |      |
| 2014年 | 第18届好莱坞电影奖                  | 好莱坞国际演员奖                                       |      |
| 2016年 | 第8届中国电影金扫帚奖               | 最令人失望女演员（《长城》）                           |      |
| 2017年 | COSMO时尚美丽盛典                   | 年度最美人物                                           |      |
| 2018年 | 国剧盛典                            | 青春人气女演员奖                                       |      |
| 2018年 | 微博之夜                            | 微博年度人气艺人                                       |      |
| 2018年 | COSMO时尚美丽盛典                   | 年度闪耀美丽偶像                                       |      |
| 2019年 | LikeTCCAsia中国百大最美面孔         | 第42位                                                 |      |
| 2019年 | I-MAGAZINE亚洲时尚面孔排行榜        | 第46位                                                 |      |
| 2019年 | COSMO时尚美丽盛典                   | “传承·梦想”年度人物                                    |      |

## 社会活动
- 2007年6月，景甜被美国西北樱桃协会指定为年度西北樱桃代言人，并受到美国华盛顿州州长的接见；11月，参加中国儿童少年基金会主办的救助流浪儿公益慈善拍卖活动。

- 2008年5月12日，四川汶川发生7.8级地震，景甜联系中国红十字会，捐款3万元人民币。

- 2010年4月，景甜向青海玉树地震灾区捐款10万元人民币。

- 2011年9月14日，景甜首次亮相芭莎明星慈善夜；12月28日，首届儿童慈善救助论坛在京举行，景甜作为“打拐行动”宣传艺人，获得“年度推动影响力新闻事件奖”。

- 2012年11月16日，由“免费午餐”和“微博打拐”活动发起人邓飞组织的“慈善中国行”活动发布会在北京大学举行，景甜获“免费午餐活动爱心大使”和“大病医保爱心天使”两项称号。

- 2013年4月，景甜向四川雅安地震灾区捐款30万元人民币；5月，她与成龙免费代言四川雅安地震灾区蒙顶山茶公益广告，并携手做慈善、共同捐款。

- 2014年11月，景甜帮助四川雅安男孩海巍治疗病毒性脑炎；同年岁末，景甜联合蒲公英儿童发展中心，成立“景甜·甜蜜梦想”基金，首期预备在浙江衢州捐建6个乡村小学图书馆。

- 2015年1月15日，第一所“景甜·蒲公英儿童图书馆”在浙江省衢州市龙游县模环乡新王小学正式开馆（此后“景甜·甜蜜梦想”基金半年内捐建8所儿童图书馆，预备在全国范围内的小学共捐建24所）；1月17日，获2014年度“感谢有你”微公益三周年杰出贡献奖。

- 2018年1月17日，景甜受中国文联邀请，主持“百花迎春——中国文学艺术界春节大联欢”活动；2月15日，首次参加中央广播电视总台春节联欢晚会，与李易峰、江疏影合唱歌曲《赞赞新时代》；3月，在全国两会召开之际，景甜参与央视电影频道推出的“脱贫攻坚战，电影人在行动”系列专题；10月17日，她开始担任电影频道节目中心主办的公益项目“脱贫攻坚战——星光行动”的“星光调研员”。

- 2019年2月4日，景甜第二次参加央视春晚，与秦岚、江疏影、TFBOYS、吴磊合唱歌曲《我们都是追梦人》；2月19日，参加中央广播电视总台元宵晚会，与秦岚、古力娜扎合唱歌曲《传人》。

- 2020年2月21日，景甜参与央视电影频道《战疫故事》直播连线，得知来自家乡陕西的医疗队员们很想念家乡美食后，她坚持委托《战疫故事》团队不断联系医疗队，想尽一切办法为他们准备“陕西饭”，以解医护人员思乡之情。此外，景甜还为许多女性医护人员送去急需的生活用品；3月11日，她与谭松韵、白宇合唱的抗击新冠肺炎疫情歌曲《平安回来》发布。

- 2021年1月，景甜连续三年入选北京师范大学新媒体传播研究中心、责任云研究院、封面新闻、封面新闻研究院、中国社会责任百人论坛联合发布的《中国影视明星社会责任研究报告》综合排行榜，排名分别为第67、第51和第81位；6月14日，参加央视综艺频道端午节特别节目《端午好时节》，与陈立农合唱歌曲《你是我心内的一首歌》；7月，为河南水灾捐款100万元人民币；9月21日，参加“湾区升明月”2021大湾区中秋电影音乐晚会，演唱开场歌曲《天涯共此时》。

## 争议

### 违法广告代言被罚
2021年底，市场监管总局广告监测发现演员景甜为广州无限畅健康科技有限公司相关商品的广告代言涉嫌违反广告法有关规定，按工作流程将有关线索派发广东省广州市市场监管部门依法核查处理。
广州市市场监管局随即组织力量对相关线索进行核查，并由广州市天河区市场监管局立案调查。经查明，广州无限畅健康科技有限公司选用景甜为其生产经营的“果蔬类”食品作广告代言，相关“果蔬类”食品为普通食品，该公司无有效证据证实其具有“阻止油脂和糖分吸收”功效。景甜在应知法律法规规定普通食品依法不得进行治疗、保健等功效宣传，且未经有效途径对代言商品有关功效进行核实的情况下，仍以自身名义和形象在广告中宣称代言商品具有“阻止油脂和糖分吸收”功效，其行为已违反广告法有关规定。景甜上述广告代言违法所得共计257.9万元。广州市天河区市场监管局依据《中华人民共和国广告法》第六十一条的规定，对景甜作出没收违法所得、罚款464.22万元（罚没金额合计722.12万元）的行政处罚决定。景甜今后三年不得代言任何产品。景甜本人也发微博表示致歉和接受处罚。
对于广州无限畅健康科技有限公司相关违法行为，广州市市场监管部门已按照有关法律规定处理。

### 被指前男友售私密影片抵債
2023年4月，景甜的前男友張繼科被記者爆密，指張嗜賭成癮並欠下500萬元賭債，該記者又展出印有張指模的欠債合同，及表示張曾倒賣景甜三段私密影片以抵債。